# Печат (часопис)
Печат је часопис који је основан 2008. са слоганом лист слободне Србије.
Овај недељник је установио награду Печат времена.